# Ubu et la Grande Gidouille
Ubu et la Grande Gidouille est un long métrage d'animation français de Jan Lenica de 1979.

## Synopsis
Le Père Ubu s’empare du trône de Pologne après avoir fait massacrer le Roi Venceslas. Il accapare les biens du Royaume en tuant leurs propriétaires. 

## Fiche technique
- Titre français : Ubu et la Grande Gidouille
- Réalisation : Jan Lenica
- Animation : Michel Roudévitch, Pierre Souchaud, Francie Camus (découpages animés)
- Musique : Jean-Claude Dequéant, (Éditions musicales MK)
- Production : André Valio, Simon Damiani, Julien Pappé
- Société de production : Films Armorial, Magic Films
- Durée : 80 minutes
- Format : Couleurs - 35 mm
- Dates de réalisation :  1976-1979.
- Dates de sortie :
  - France : 11 novembre 1987